# Bockbach (Eisbach)
Der Bockbach ist ein nicht ganz 3,5 km langer Bach im nördlichen Pfälzerwald und ein rechter Zufluss des Eisbachs. Er ist der erste Zufluss dieser Größenklasse, den der Eisbach erfährt, und fließt auf seiner gesamten Länge innerhalb der Gemeindegemarkung von Ramsen im rheinland-pfälzischen Donnersbergkreis. Von der Quelle bis zur Mündung bewegt er sich durch den Wald.

## Geographie

### Verlauf
Am Zusammenfluss kehrt sich der Bockbach auf Nordkurs. Im Mittellauf speist er auf einer Strecke von etwa 500 m nacheinander zwei Wooge. Bald nach dem zweiten läuft von rechts auf etwa 245 m ein schwacher Bach von etwa 0,5 km Länge zu, welcher der einzige nennenswerte Zufluss des Bockbachs ist. Dieser knickt dort nach Nordwesten ab und behält die Richtung auf seinem letzten Kilometer bis zur Mündung bei. Kurz vor dieser spannt sich eine Brücke der Eistalbahn über sein Tal, dann kreuzt die Stumpfwaldbahn, eine Museumsbahn mit 600 mm Spurweite. Anschließend mündet der Bockbach ungefähr 200 m südlich des zu Ramsen gehörenden Weilers Kleehof oberhalb der Bockswiese auf etwa 227 m Höhe von rechts in den Eisbach.
Der knapp 3,5 km lange Lauf des Bockbachs endet 68 Höhenmeter unterhalb seiner Quelle, er hat somit ein mittleres Sohlgefälle von ungefähr 20 ‰.

## Sehenswürdigkeiten und Tourismus
Die Bockbachtalbrücke der Eistalbahn und der Ausweichbahnhof Bockbachtal der Stumpfwaldbahn sind überregional bekannt.
Öffentliche Fahrstraßen gibt es nicht. Durch den größten Teil des Bockbachtals zieht sich ein Waldweg, überwiegend am linken unteren Hang, zuweilen auch an beiden Seiten. Kurz vor der Mündung in den Eisbach kreuzt den Bockbach ein Wanderweg, der mit einem gelben Balken markiert ist und von Glanbrücken bis nach Wachenheim an der Weinstraße führt.